# Upplands runinskrifter 1024
U 1024 är en runsten i Vaxmyra, Ärentuna socken och Uppsala kommun. Stenen är känd åtminstone sedan 1600-talet men var under en längre tid försvunnen. Den återfanns 1922 av markägaren som, enligt uppgift, lät resa den på fyndplatsen.

## Stenen
Runstenen är av grå granit, 1,55 meter hög, 1,12 meter bred (vid basen) och 0,35 meter tjock. Stenen smalnar av uppåt. En flisa på stenens vänstra sida är avslagen och har gått förlorad.
Stenen hade genom åren kommit att falla framåt och lutade 45 grader, men 2021 riktades och förankrades den i marken.

## Inskriften
Runinskriften är otydlig och runornas höjd cirka 4,5-6 centimeter. Ytan är väldigt ojämn och olämplig för runristning.
Translitterering av runraden:
semuntr · li[t · rita · s](t)en ' yftiʀ · stenkisl · mah [·] sen
Normalisering till runsvenska:
Sæmundr let retta stæin æftiʀ Stæingisl, mag sinn.
Översättning till nusvenska:
Sämund lät rista stenen efter Stängisl, sin frände.